# 소프트웨어 메트릭
소프트웨어 메트릭(software metric)은 소프트웨어 공학 및 개발에서 소프트웨어 시스템 또는 프로세스가 일부 속성을 소유하는 정도를 측정하는 표준이다. 메트릭이 측정값이 아니더라도(메트릭은 함수이고 측정값은 메트릭을 적용하여 얻은 숫자임) 두 용어가 동의어로 사용되는 경우가 많다. 정량적 측정은 모든 과학에 필수적이기 때문에 컴퓨터 과학 실무자와 이론가는 소프트웨어 개발에 유사한 접근 방식을 도입하려는 지속적인 노력을 기울이고 있다. 목표는 일정 및 예산 계획, 비용 추정, 품질 보증, 테스트, 소프트웨어 디버깅, 소프트웨어 성능 최적화 및 최적의 개인 작업 할당에서 수많은 귀중한 응용 프로그램을 가질 수 있는 객관적이고 재현 가능하며 정량화 가능한 측정값을 얻는 것이다.

## 같이 보기
- 소프트웨어 공학